# Vahidski Vilajet Bir Ali
Vahidski Vilajet Bir Ali (arapski: ولاية الواحدي بير علي ) ili samo Vahidi Bir Ali (engleski: Wahidi Bir Ali), prostirao se na istoku britanskog Protektorata Aden uz obale Indijskog oceana i unutrašnjost Istočnog Jemena. Danas je teritorij ovog bivšeg sultanata dio jemenske muhafaze Šabve.

## Povijest sultanata
Vahidski Vilajet Bir Ali nastao je kao rezultat podjele starog plemenskog Vahidskog sultanata (Wahidi sultanate) 1830. godine, u četiri sultanata; Vahidski sultanat Azzan, Vahidski Vilajet Bir Ali, Vahidski Sultanat Haban i Vahidski Sultanat Balhaf.
Vahidski Vilajet Bir Ali potpisao je neformalni sporazum o zaštiti s Britanijom 1895. godine i postao dio Protektorata Aden. 
Sultan Abdallah Umar, koji je na čelo Vahidskog sultanata Balhaf, stupio 1881.,  uspio je iste godine 4. svibnja 1881. ujediniti Vahidske sultanate; Balhaf i Azzan, nakon toga je Vahidskom sultanatu Balhaf pristupio i Vahidski Vilajet Bir Ali 1961. godine.
Potom su se sultanati; Balhaf i Haban ujedinili kao posljednji 23. listopada 1962., tako je nastao novi ujedinjeni Vahidski sultanat u kome je sultan Bir Ali imao podređenu ulogu.
Posljednji sultan ovog sultanata bio je: Alawi ibn Salih ibn Ahmad Al Wahidi, koji je razvlašćen 1967. kad je ukinut Vahidski Vilajet Bir Ali, te osnovana Narodna Republika Južni Jemen, koja se ujedinila s Sjevernim Jemenom 22. svibnja 1990. u današnju državu Republiku Jemen.

## Sultani Vahidskog Vilajeta Bir Ali
- Abd Allah ibn Talib al-Wahidi, 1830. – 1842.
- al-Hadi ibn Talib al-Wahidi, 1842. – 1875.
- Talib ibn al-Hadi al-Wahidi, 1875. – 1880.
- Muhsin ibn Salih al-Wahidi, 1880. - ožujak 1893.
- Salih ibn Ahmad al-Wahidi, 1893. – 1916.
- Nasir ibn Talib al-Wahidi, 1916. – 1940.
- `Alawi ibn Muhsin al-Wahidi, 1940. – 1955.
- `Alawi ibn Salih al-Wahidi, 1955. – 23. listopada 1962. (nastavlja vladati kao podređeni vladar do 29. studenog 1967.)[1]